# ويليام كينون مايو
ويليام كينون مايو (بالإنجليزية: William Kennon Mayo)‏ هو ضابط أمريكي، ولد في 1824 في فرجينيا في الولايات المتحدة، وتوفي في 1900.